# Praxitelis Vouros
Praxitelis Vouros (Mitilene, 8 de maio de 1995) é um futebolista profissional grego que atua como defensor.

## Carreira
Praxitelis Vouros começou a carreira no Olympiacos.